# Syzygium lorentzianum
Syzygium lorentzianum är en myrtenväxtart som beskrevs av Carl Karl Adolf Georg Lauterbach. Syzygium lorentzianum ingår i släktet Syzygium och familjen myrtenväxter. Inga underarter finns listade i Catalogue of Life.